# Séno Bali
Séno Bali (auch: Séno Bally) ist ein Weiler im Arrondissement Niamey V der Stadt Niamey in Niger.

## Geographie
Der Weiler befindet sich am östlichen Rand des ländlichen Gebiets von Niamey V. Zu den umliegenden Siedlungen zählen die Weiler Dantcha und Langayé im Nordosten sowie die Weiler Djolongou und Lowayé im Nordwesten. Bei Séno Bali verläuft das acht Kilometer lange Trockental Gorou Kirey, das hinter dem gleichnamigen Dorf Gorou Kirey in den Fluss Niger mündet.

## Bevölkerung
Bei der Volkszählung 2012 hatte Séno Bali 394 Einwohner, die in 50 Haushalten lebten. Bei der Volkszählung 2001 betrug die Einwohnerzahl 102 in 15 Haushalten.